# Mame Niang
Mame Cheikh Niang (* 30. oder 31. März 1984 in Dakar) ist ein senegalesischer ehemaliger Fußballspieler.
Der Stürmer begann seine Fußballkarriere beim ASC Diaraf Dakar in seiner senegalesischen Heimat. Zur Saison 2005/06 wechselte Niang, der den Spitznamen Bri trägt, zu den Moroka Swallows aus Johannesburg in die erste Liga Südafrikas. In seiner ersten Saison in Südafrika erzielte der Angreifer 14 Tore und gewann damit die Trophäe für den besten Torschützen der Liga, den Lesley Manyathela Golden Boot.
Am 24. Juli 2007 wurde bekannt, dass der Offensivspieler mit dem starken linken Fuß zur Saison 2007/08 zum VfL Wolfsburg in die deutsche Bundesliga wechselt. Im August 2008 wurde Niang bis ans Jahresende an Viking Stavanger verliehen, wo er nach Ablauf der Leihe einen Anschlussvertrag erhielt.
Am 11. Mai 2011 wurde bekannt, dass der seit Januar vereinslose Niang einen Vertrag bei SuperSport United unterschrieben hat. Der Kontrakt lief bis 2013. 2013 spielt Mame Niang eine Saison beim Pretoria University FC, danach fünf Spielzeiten bei wechselnden Vereinen, bevor er seine Karriere nach einem letzten Jahr beim Pretoria University FC Mitte 2019 beendete.
Mame Niang spielte bereits in vielen Juniorennationalmannschaften seines Heimatlandes. Bislang kann er zwei Einsätze in der A-Nationalmannschaft Senegals vorweisen.